# 3. Brief des Johannes
| Neues Testament |
| --- |
| Evangelien |
| - Matthäus - Markus - Lukas - Johannes |
| Apostelgeschichte |
| Paulusbriefe |
| - Römer - 1. Korinther - 2. Korinther - Galater - Epheser - Philipper - Kolosser - 1. Thessalonicher - 2. Thessalonicher - 1. Timotheus - 2. Timotheus - Titus - Philemon - Hebräer |
| Katholische Briefe |
| - Jakobus - 1. Petrus - 2. Petrus - 1. Johannes - 2. Johannes - 3. Johannes - Judas                                                                                                 |
| Offenbarung |

Der 3. Brief des Johannes ist der letzte von drei neutestamentlichen Briefen in der Bibel, die dem Evangelisten Johannes zugeschrieben werden.

## Allgemein
Der 3. Johannesbrief ist mit 218 Wörtern (nach Nestle-Aland28) der kürzeste Brief im Neuen Testament. Wer ihn verfasst hat, ist unter Theologen umstritten. Die Tradition sieht im Evangelisten Johannes den Verfasser. Das wird aber von vielen bestritten, die den Brief entweder dem Presbyter Johannes, der von Papias erwähnt wird, oder einem anderen Schüler der „Johanneischen Schule“ zuschreiben.
Das Datum der Abfassung wird je nach theologischer Lehrmeinung bei 50 n. Chr. bis etwa 130 n. Chr. angesetzt. Als Abfassungsort gilt Ephesus.

## Aufbau und Inhalt
Der Brief ist wie ein klassischer antiker Privatbrief aufgebaut, allerdings mit dem Unterschied, dass die salutatio, also der sonst übliche Gruß in der Einleitung, fehlt.

### Briefpräskript
Am Anfang des Briefes, im sogenannten Briefpräskript, steht die Superscriptio, also die Absenderangabe. Als Absender wird – wie in 2. Johannes 1,1  – nur Ὁ πρεσβύτερος = „Der Älteste“ oder „Der Alte“ ohne weitere Namensnennung angeführt. Der Empfänger ist ein Gaius (altgriechisch Γάϊος Gaios), über den man im Neuen Testament sonst nichts Weiteres erfährt.

### Briefkorpus
Der eigentliche Hauptteil des Briefes, das sog. Briefkorpus, lässt sich in vier Abschnitte gliedern:
- Im ersten Abschnitt, V. 5–8, richtet der Verfasser eine Bitte an Gaius: Er solle die Wandermissionare auf ihrer Reise unterstützen
- Im zweiten Abschnitt, V. 9–10, erwähnt der Verfasser Diotrephes, ein Mitglied der Gemeinde, das die Autorität des Verfassers nicht anerkennt und den Missionaren jegliche Unterstützung verweigert.
- Der dritte Abschnitt, V. 11, weist einen chiastischen Aufbau auf:[3]

 Geliebter, ahme nicht das Schlechte nach,

 sondern das Gute.

 Wer Gutes tut, ist aus Gott.

 Wer Böses tut, hat Gott nicht gesehen.
- Im vierten Abschnitt, V. 12, wird eine dritte Person eingeführt, Demetrius, der vom Verfasser sehr positiv beschrieben wird. Dieser Vers veranlasst manche Theologen dazu, im 3. Joh einen Empfehlungsbrief zu sehen.[4]

### Briefschluss
Auf den Briefkorpus folgt der Briefschluss V. 13–15. Der Briefschluss besteht dabei aus der Absichtsbekundung, dass der Verfasser plane, Gaius zu besuchen (V. 13–15) und dem Schlussgruß in V. 15.